# Bhuvanekabahu VI de Cota
Bhuvanekabahu VI (Sapumal Kumaraya) (Cingalês:සපුමල් කුමාරයා) ou Chempaha Perumal  (m. 1480) foi um filho adotivo do rei Parakramabâhu VI, notável por ter liderado a conquista do Reino de Jafanapatão no norte do atual Sri Lanca em 1447 ou 1450. A partir daí, governou o reino durante 17 anos até ter sido chamado para o sul após a morte do pai adotivo.